# Saure Bohnen

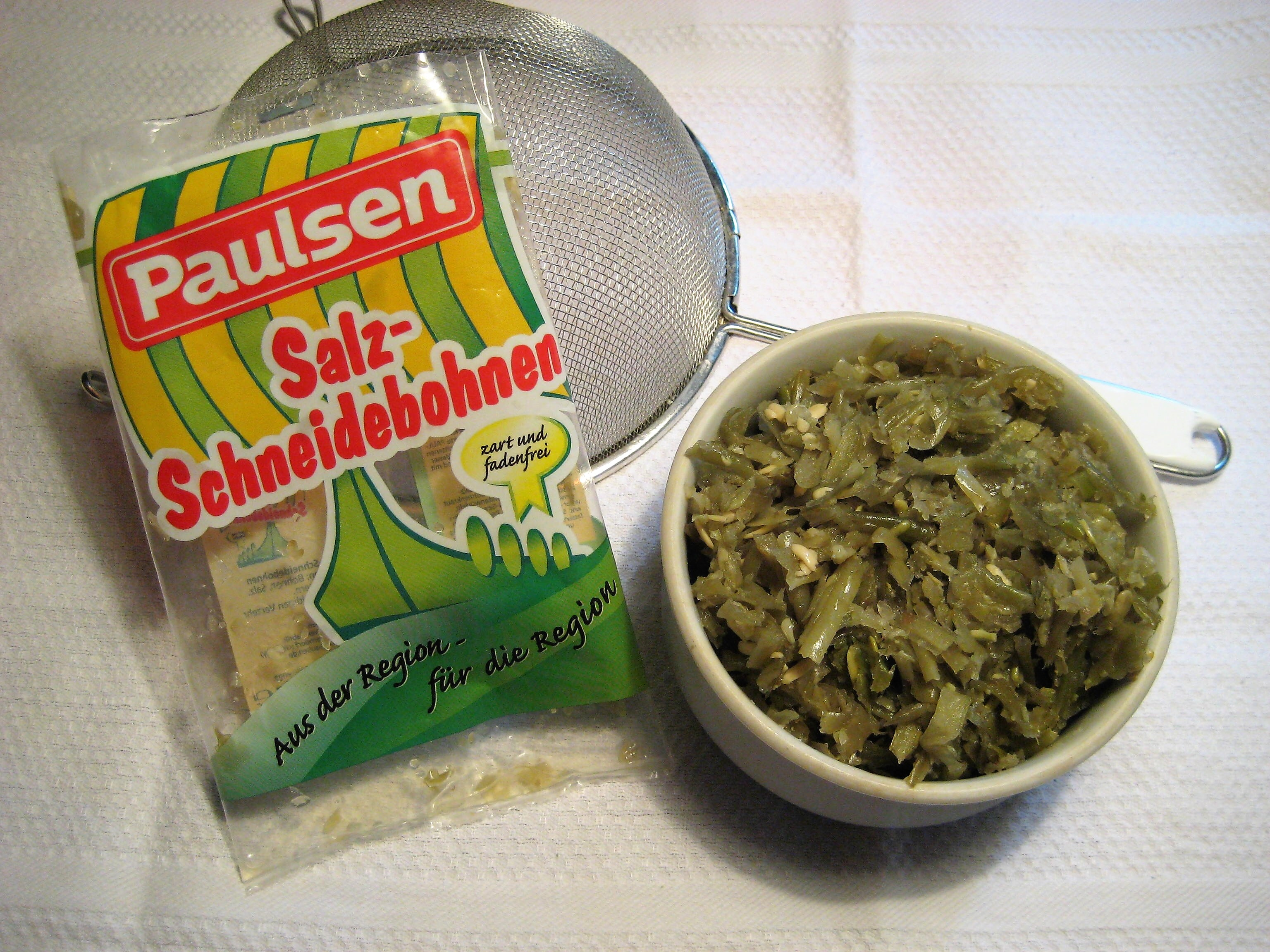
Salz-Schneidebohnen als Handelsware

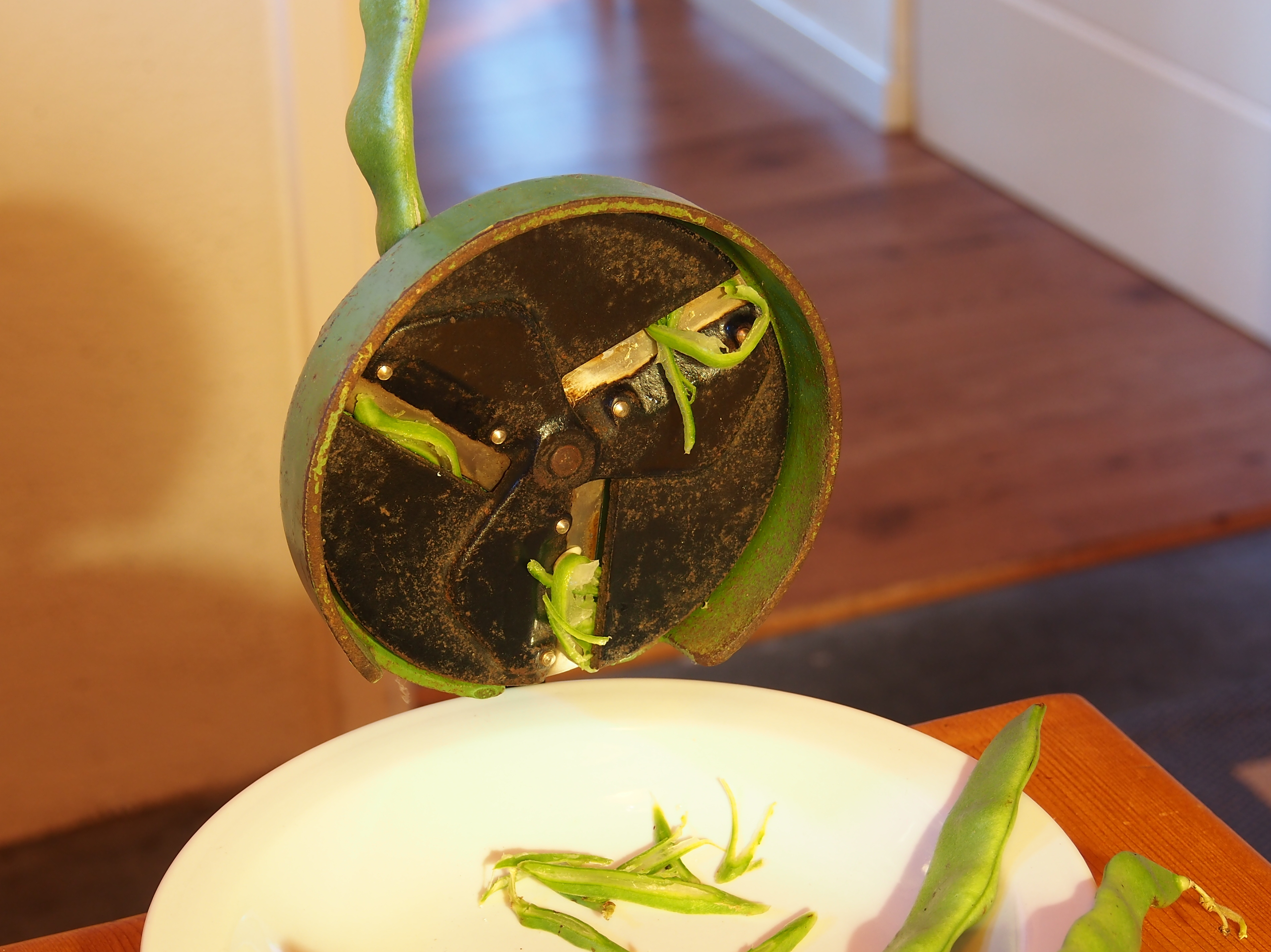
Bohnenschneider

Saure Bohnen, auch Salzbohnen, Salz-Schneidebohnen, rheinische Schneide- oder Tonnenbohnen, sind grüne Gartenbohnen, die ähnlich wie Sauerkraut und Salzgurken durch Milchsäuregärung konserviert werden. Sie gehören zu den Sauergemüsen.

## Herstellung
Zur Herstellung werden größere grüne Bohnen geputzt, ggf. abgefädelt (die Fäden entfernt, die entlang der Nahtlinien der Bohnenschoten laufen) und in mundgerechte Stücke geschnitten. Nach kurzem Blanchieren werden die erkalteten Bohnen mit Salz vermischt, um den Gärprozess einzuleiten. Bei haushaltsüblicher Herstellung werden die vorbereiteten und geschnittenen (ugs. „gefitzelten“, „gefitschten“) Bohnen abwechselnd mit Salz in einen Steinguttopf geschichtet und festgestampft, bis sie mit dem eigenen Saft bedeckt sind. 
Anschließend werden die Bohnen mit einem sauberen Tuch bedeckt und mit einem Brettchen und einem Stein beschwert, bis nach einigen Wochen der Gärprozess abgeschlossen ist. In einigen Regionen Deutschlands sind saure Bohnen, meist in Beuteln verpackt, auch als Handelsware erhältlich.

## Verwendung
Traditionell werden saure Bohnen mit Zutaten wie Speck, Zwiebeln und Kasseler oder Mettwurst als Eintopf zubereitet. In der Norddeutschen Küche werden sie auch zusammen mit separat gekochtem Rindfleisch zubereitet sowie für Salate verwendet, wobei sie zuvor gedünstet und teils warm weiterverarbeitet werden. Saure Bohnen nach rheinischer Art (Suure Bunne) sind weniger flüssig und enthalten zusätzlich Stampfkartoffeln.